# Tata Güines
Pour les articles homonymes, voir Tata et Guines.
Tata Güines (Federico Aristides Soto Alejoà), surnommé « Le roi du tambour », est un percussionniste, contrebassiste et compositeur cubain né le 30 juin 1930 à Güines, (actuellement province de Mayabeque) (Cuba), et mort le 4 février 2008 à La Havane.

## Biographie
Tata Güines débute la musique très jeune. Son père, Joseito, joue du tres avec l'oncle de Tata, dans l'ensemble local, « Partagas », sponsorisé par la marque de cigares de même nom.
Issu d'une famille pauvre, il est très tôt apprenti cordonnier et fabrique des percussions rudimentaires (il fabrique sa première paire de bongos avec des boîtes de conserves), et joue dès qu’il le peut avec les rumberos de son quartier.
En 1942 et 1943, il commence la pratique du bongo et de la contrebasse dans les ensembles « Ases del Ritmo » (dirigé par son ongle Dionisio Martínez) et le « Sexteto Partagás » (où jouait son père) où il apprend les rudiments de la musique cubaine.
Il écoute beaucoup Chano Pozo à la radio et essaie de reproduire son jeu (ses toques).
En 1946, Arsenio Rodriguez l'invite à jouer un mois avec son orchestre. La sœur de ce dernier, Estela Rodríguez, lui trouve son nom de scène, Tata Güines (Güines étant sa ville natale).
Vers 1950, il quitte la province de Matanzas et part vivre à La Havane. Il vit de petits boulots (laveur de chaussures, marchand de journaux) et participe à des descargas avec divers groupes : Orquesta Nueva América, Los jóvenes del Cayo, La Típica de Belesario Lopez... Il jouait aussi bien des claves, du bongo, du güiro, de contrebasse, des congas et il lui arrivait de chanter.
Il a la chance de jouer au fameux cabaret de la Havane le Tropicana.
Il intègre le "Conjunto Camacho" à la contrebasse puis aux congas (après le départ de "Yeyito"), aux côtés de Mongo Santamaria.
Il anime « La Voz del Aire » sur la radio Cadena Azul. Il fait la connaissance dans un café de son "maître" Chano Pozo, et il joueront ensemble dans une comparsa de carnaval.
Dans les années 1950 il enregistre les premiers disques avec Cachao, Frank Emilio, Guillermo Barreto, Gustavo Tamayo et Pedro Justiz "Peruchín". 
Par la suite il enregistre des disques avec le groupe de Chico O'Farrill.
En 1952 il entre dans la charanga "Fajardo y sus Estrellas" avec qui il réalise une tournée au Venezuela en 1955, jouant à Caracas puis aux États-Unis. Ils jouent à New York au Palladium pendant deux semaines avec les Afrocubans de Machito qui accompagnent Benny Moré.
Il aura l'occasion de faire des "bœufs" (jams) avec Dizzy Gillespie, Maynard Ferguson et Chico Hamilton et d'autres. Il est engagé au Waldorf Astoria comme conguero soliste. La presse spécialisée le qualifie comme le percussionniste aux "Mains d'Or". 
Il enregistre les "descargas" avec Cachao et travaille avec le All Stars de Bebo Valdés.
Il jouera à cette période avec des vedettes telles que Joséphine Baker, Frank Sinatra ou Charlie Parker.
Il donne des concerts au profit de la révolution cubaine et retourne à Cuba où les "barbudos" sont sur le point d'éliminer le dictateur Batista. 
Il entre comme soliste au spectacle du Cabaret des Caraïbes (Cabaret del Caribe) de l'hôtel Habana Libre. Il joue au sein du groupe de jazz de Frank Emilio, où il apporte une grande musicalité et une énergie dans la lignée du grand Luciano « Chano » Pozo.
En 1964, ‘l’Orquesta Sinfónica Nacional’ (l'Orchestre symphonique national) dirigé par Manuel Duchesne Cuzán l'invite à interpréter son travail ‘Perico No Llores Más’. Il prend part et enregistre avec le Quinteto Instrumental de Música Moderna (appelé plus tard Los Amigos) dirigigé par Frank Emilio.
La même année, il forme son groupe 'Los Tatagüinitos' dont le répertoire présente ses propres compositions. C’est l’occasion de voyager hors de Cuba pour des concerts et des stages en France, en Bulgarie, Colombie, en Finlande, à La Martinique, au Panama, à Puerto Rico, en Russie ou en Suisse.
En 1987, il est invité par le flûtiste chilien Raúl Gutierrez.
En 1994, Tata Güines signe son premier disque solo chez Egrem, Aniversario.
En 1995 il est invité par le flûtiste Orlando "Maraca" Valle, et enregistre avec le trompettiste Jesus Alemañy, ¡ Cubanismo !.
En 1996, José María Vitier l’invite à prendre part au projet ‘Mañana Secreta’.
Les années 1990 le mènent à se produire dans le monde entier et principalement en Europe et aux États-Unis, comme invité d’honneur à des concerts et des festivals.
En 2001 son album La rumba soy yo gagne un Grammy. Il y sera nommé aussi en 2002 et 2003.
En 2002 l'album Havana to Rio auquel il a participé avec Ernán López Nussa a obtenu le grand prix Cubadisco. 
En 2003, il tourne en Europe avec les percussionnistes Giovanni Hidalgo et Changuito pour le Tour'2003 d’Orlando "Maraca" Valle y la Otra Vision.
En 2004, il est nommé au Grammy pour sa participation à l'album Lagrimas Negras au côté du pianiste Bebo Valdés et du chanteur de flamenco Diego el Cigala.
La particularité de ce grand percussionniste cubain, réside dans la force de sa musique, dans son énergie mais dans l’originalité de son jeu et de sa polyvalence. Il est d’ailleurs un des innovateurs dans la technique de frappe à la Tumbadora, en utilisant ses ongles (qu’il laisse pousser pour l’occasion).
Il est mort le 4 février 2008 dans sa ville natale.

## Discographie et filmographie succincte
- Alfredo Rodríguez - Cuba Linda - CD - Hannibal 1399.
- Cachao y su Ritmo Caliente - Descargas cubanas - Panart-TH 914423-2.
- Irazu - Mambo Inn - Palladium PCD 5159.
- Las Estrellas de Areito - volume 1 - Lucuso 9876003 – volume 2 - Lucuso 8896003 - volume 3 - Lucuso 7896003.
- Los Amigos - La Cumbancha - Salsa Center/Egrem 304537.
- Peruchín - ¡ La Descarga ! - Nuevos Medios 65 611.
- Típica '73 - En Cuba. Intercambio cultural - Fania, 1978/79. 542
- Peruchín Jr. & The Cuban All Stars - Descargando - Cubafolk 001.
- Tata Güines - Aniversario - Egrem 0156. 1994
- Tata Güines & Miguel Angá Díaz - Pasaporte - Enja 9019. 1995
- Tumbao All Stars - CD - TCD 501.
- Hilario Durán & Cuban Jazz All Stars - Killer Tumbao - Just In Time CD 101-2 - 1997
- Maraca – ¡ Tremenda Rumba ! – Cd Warner Jazz France - 2002
- Nardy Castellini feat. Tata Güines, Omar Sosa & Sherman Irby - Identity – 2002 Night & Day – Nuba Records.

- Lucumi, le rumbero de Cuba. Tony Gatlif. Arte Video 1995
- Jane Bunnett - Cuban Odyssey - DVD - Spirits of Havana - 2003 - EMI Music Canada/Blue Note Records